# Дворядник
Дворя́дник (Diplotaxis) — рід квіткових рослин родини капустяних, що нараховує 32-34 види. Його представники походять з теплих районів Європи, Середземномор'я, Макаронезії, Західної Азії. Переважна більшість цих рослин господарського значення не має.

## Назва
Українська назва роду є дослівним перекладом з латинської Diplotaxis. Латинську назву роду надав його першовідкривач Огюстен Пірам Декандоль, вона відображає характерну ознаку цих рослин — розташування насінин у плоді в два ряди.

## Опис

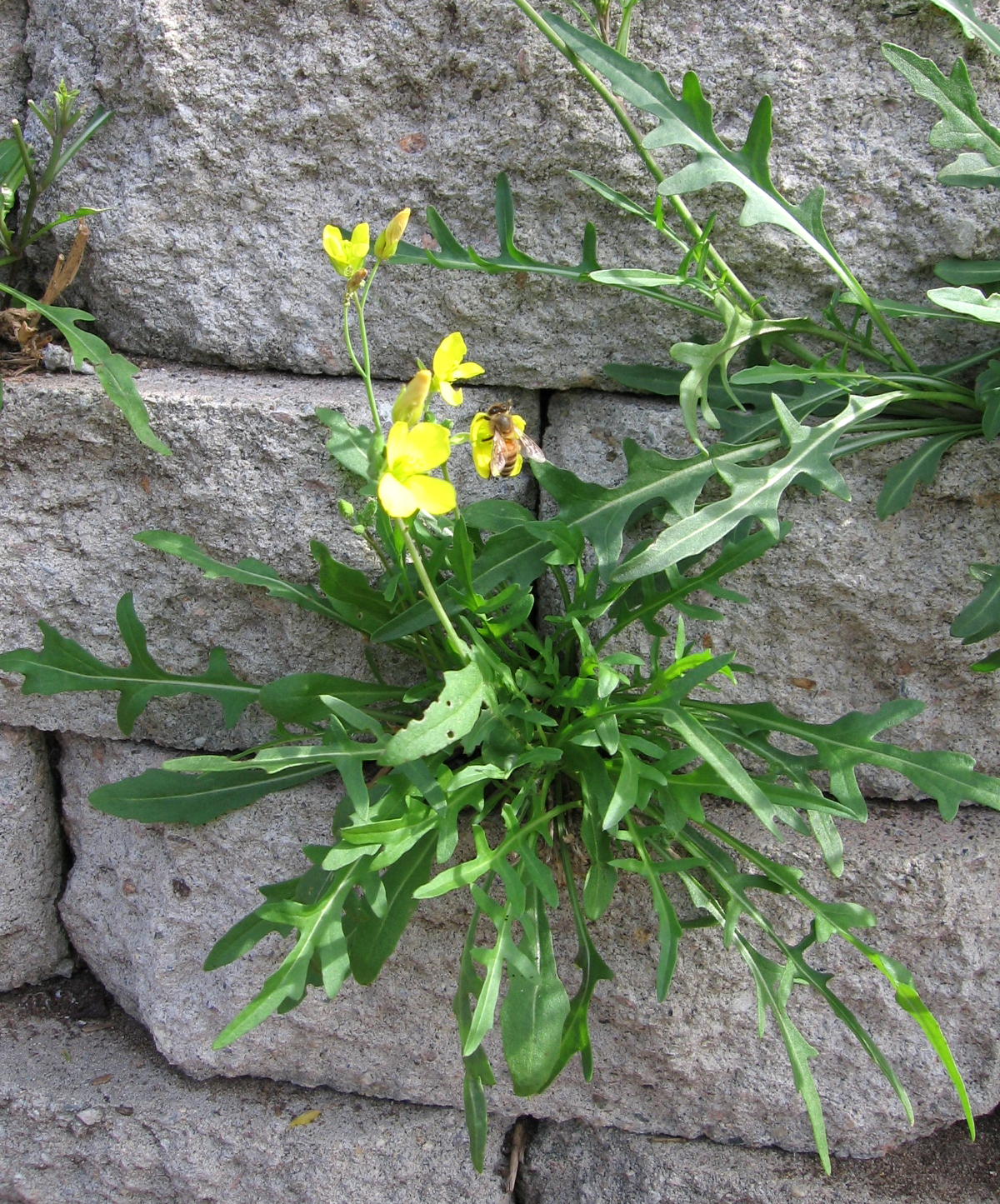
Дворядник тонколистий, що оселився у щілині кам'яної стіни

Серед дворядників є однорічні, дворічні та багаторічні рослини. За життєвою формою вони належать до трав та напівчагарників, висота яких коливається від 5 до 100 см.
Коренева система стрижневого типу. Стебла прямостоячі або висхідні, голі або слабко запушені. Листки двох типів: великі зібрані в прикореневу розетку, маленькі вкривають нижню половину стебла. Їх форма майже однакова у всіх видів — оберненояйцеподібна у розеткових листків, ланцетна у стеблових. Всі листки пірчастолопатеві з більш-менш виразними вирізами по краю, іноді майже пірчастороздільні.
Суцвіття — негусті китиці, що складаються зазвичай з 5-20 актиноморфних квіток. Чашолистків чотири, пелюсток чотири, тичинок шість, маточка одна. Квітки у всіх видів жовті, виняток становить Diplotaxis acris з пелюстками фіалкового кольору та Diplotaxis erucoides з білими квітками. Плід — довгастий, вузький, голий стручок з коротким носиком. Насінини дрібні, в стручку розташовані в два ряди.

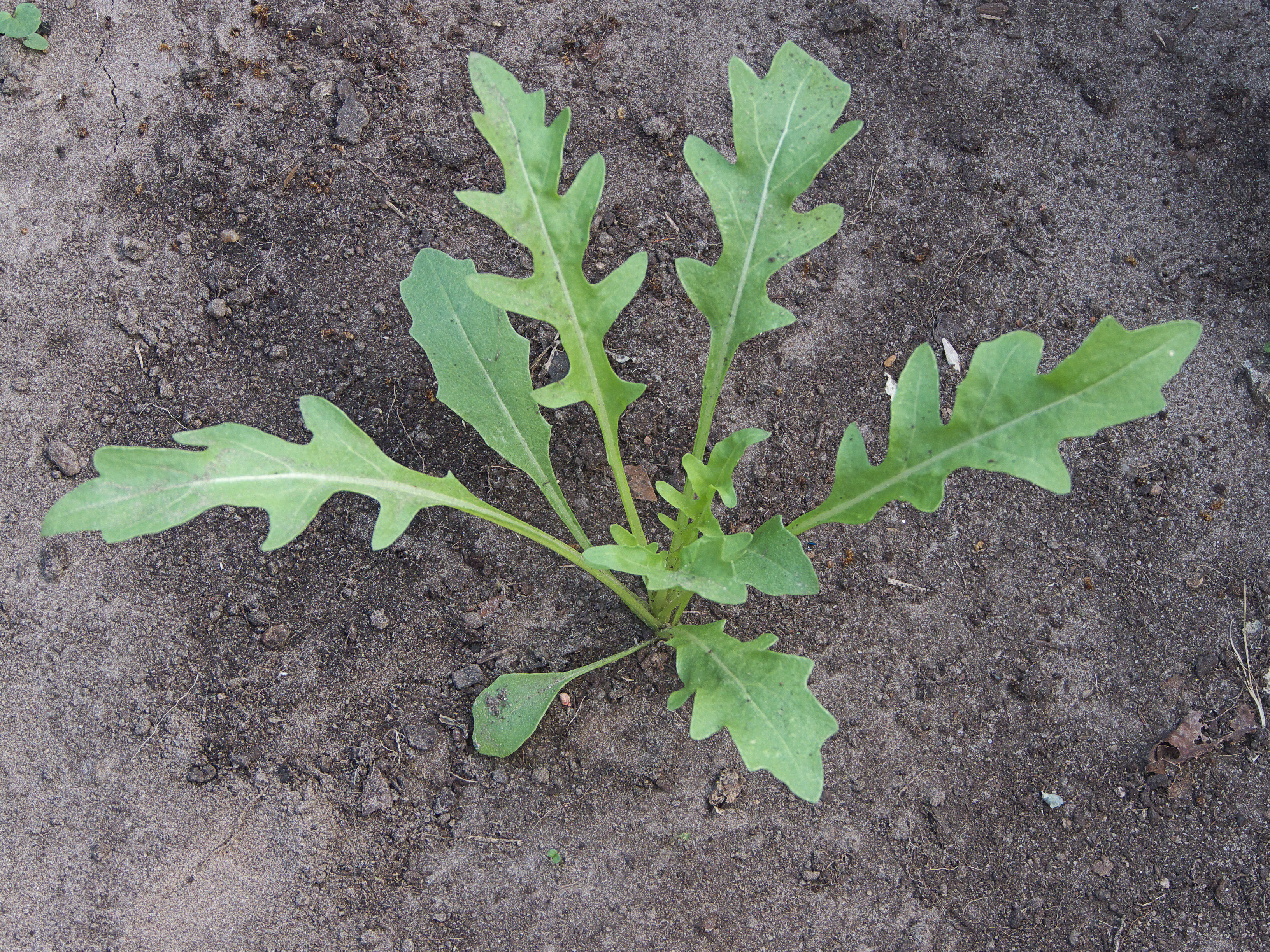
Розеткові листки дворядника тонколистого
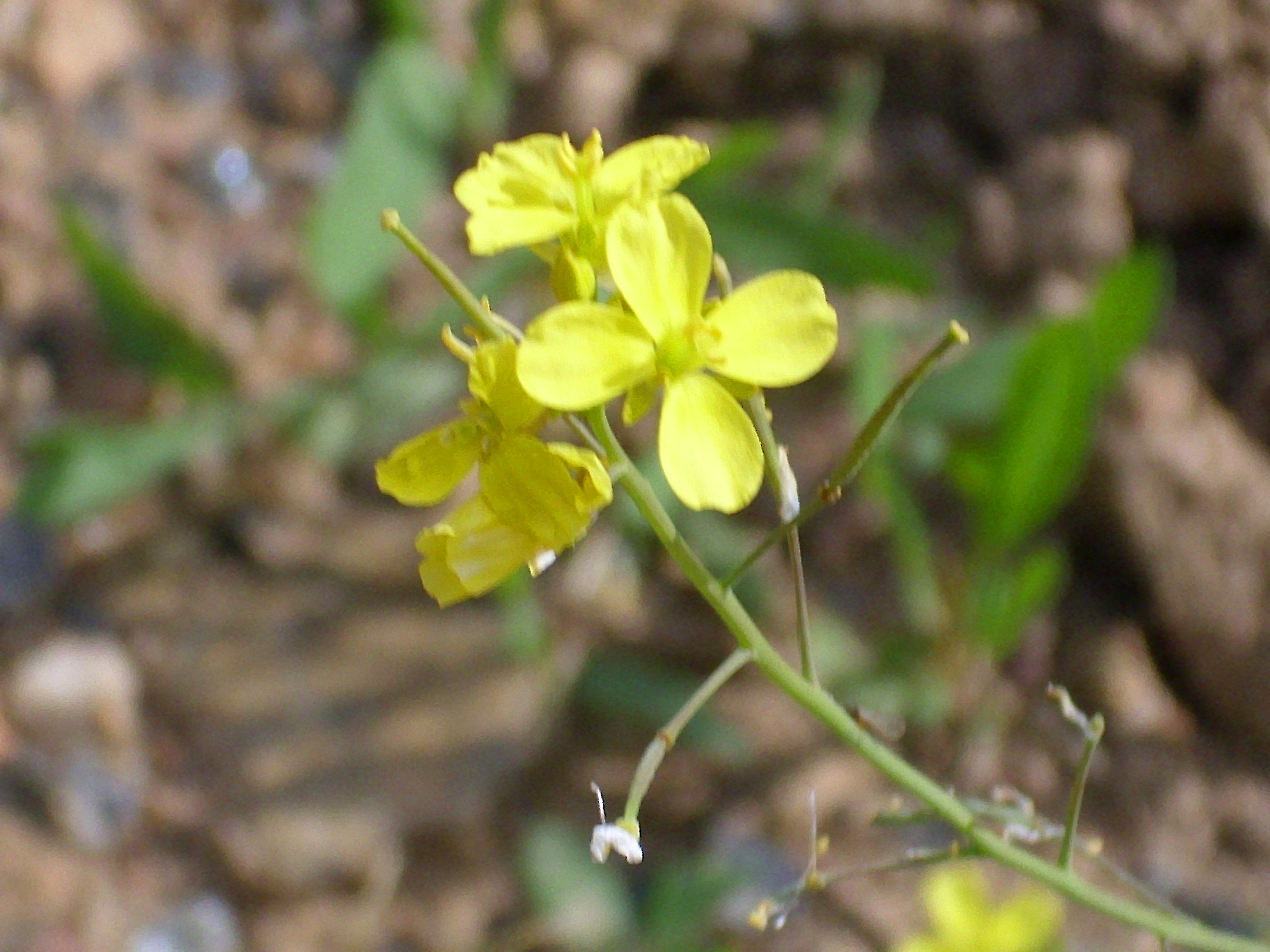
Суцвіття Diplotaxis catholica
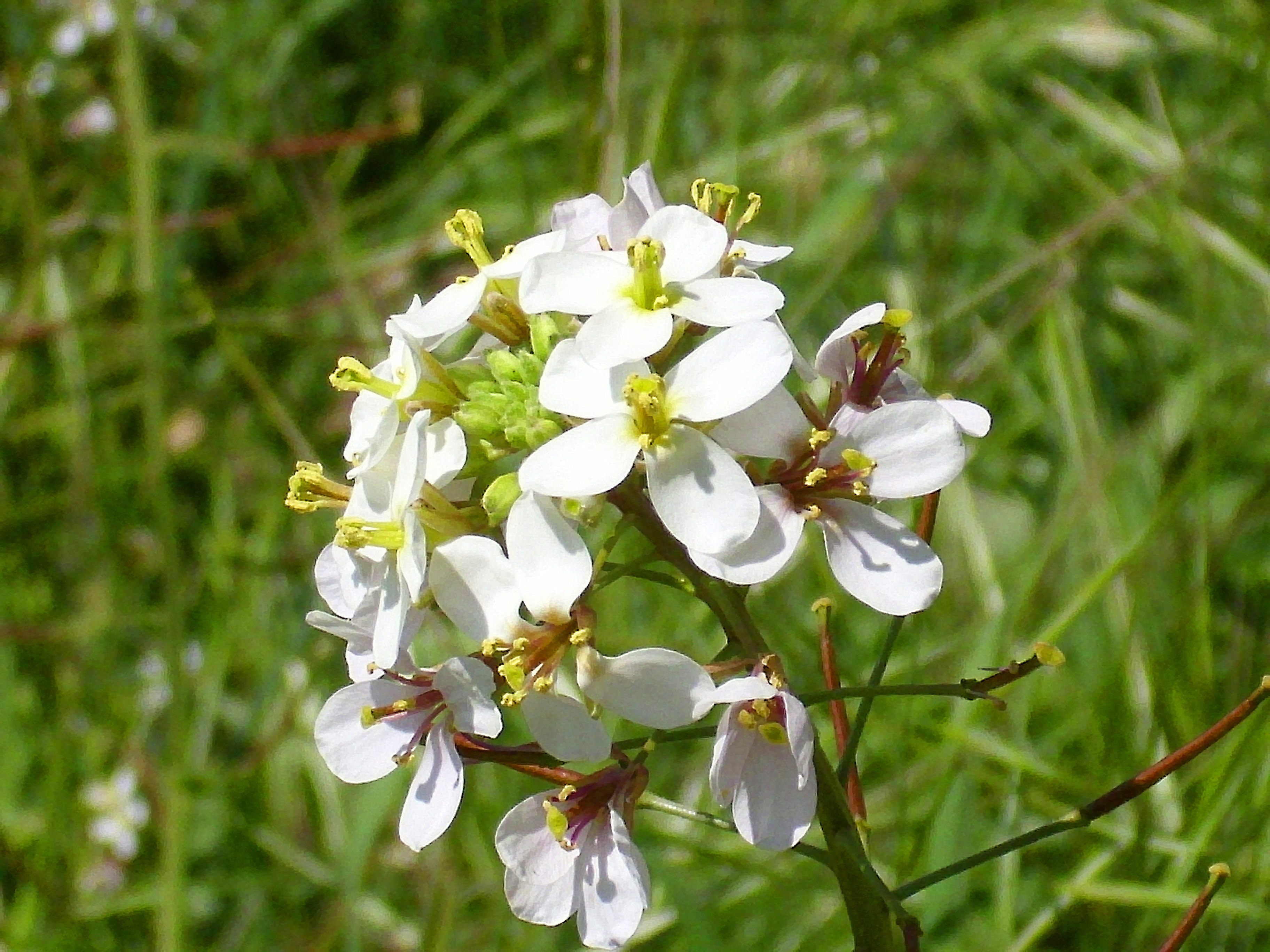
Суцвіття Diplotaxis erucoides
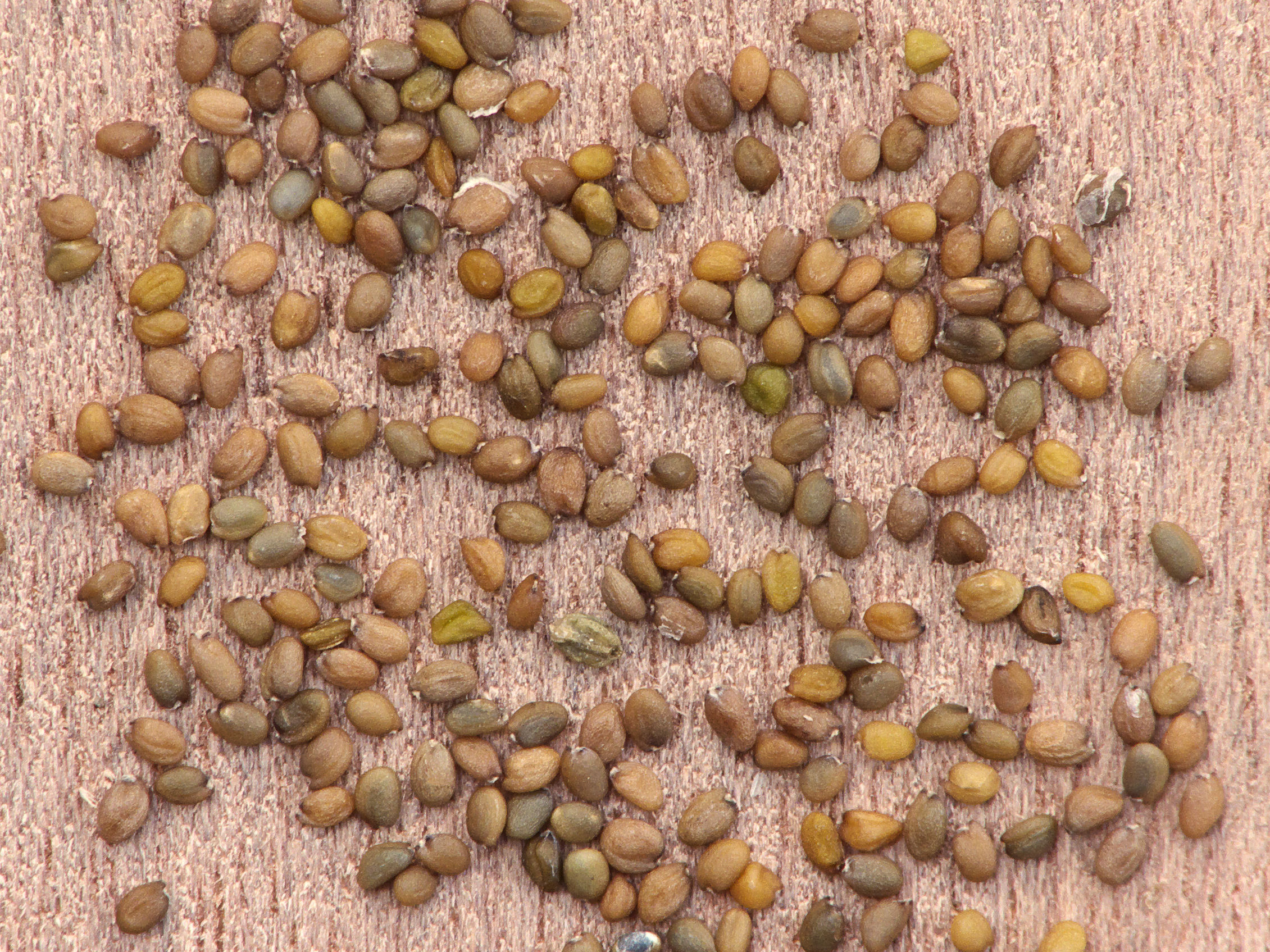
Насіння дворядника тонколистого

## Екологія та поширення
Рослини світло- і теплолюбні, посухостійкі. Віддають перевагу легким ґрунтам, досить часто зростають на піщаних і кам'янистих. Запилюються комахами, можливе самозапилення. Насіння вивільняється за рахунок розтріскування стручків та подальшого розгойдування плодів при поштовхах, поривах вітру (автохорія).

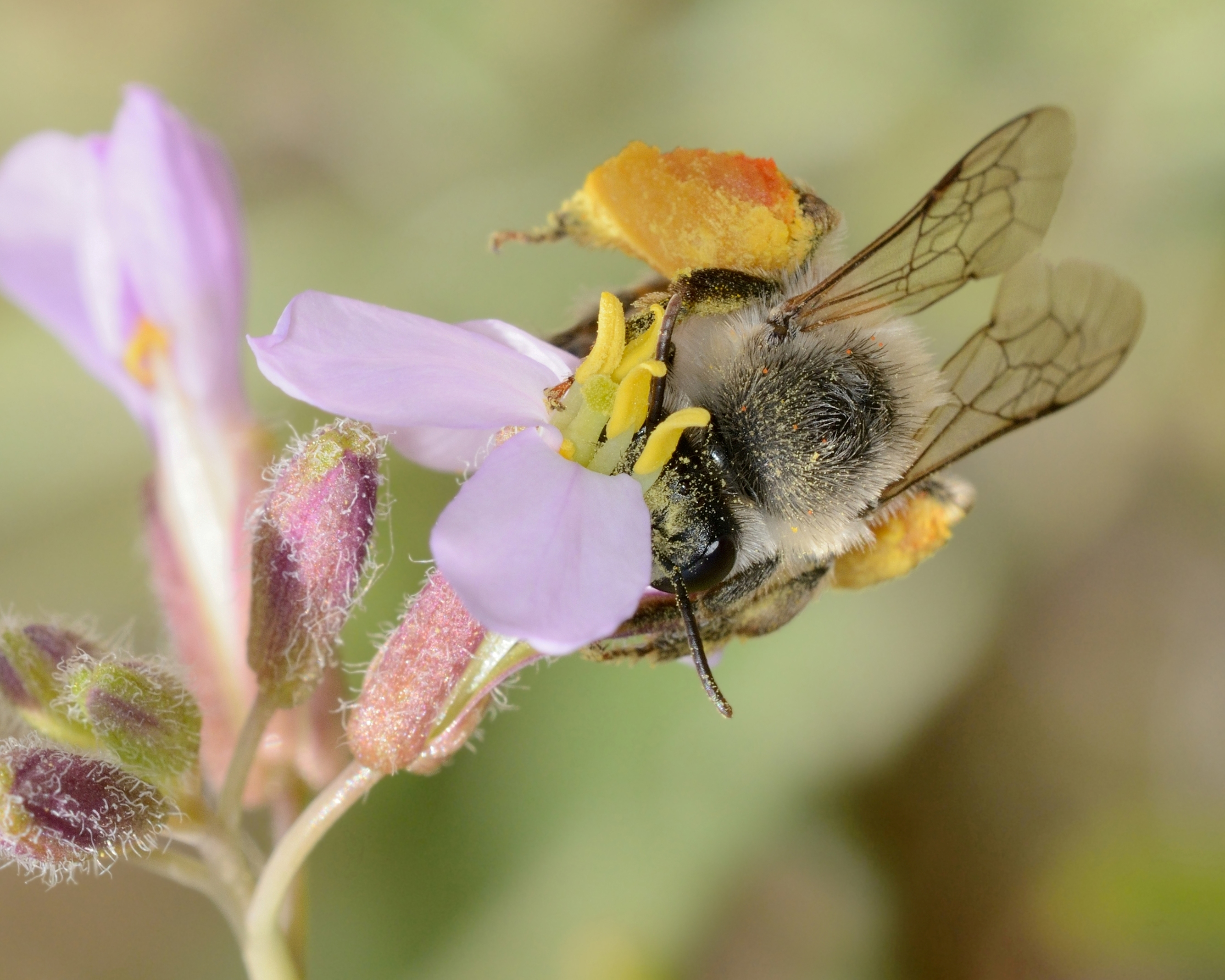
Бджола запилює квіти Diplotaxis acris

Історичною батьківщиною роду є Західне Середземномор'я: найбільше видове розмаїття дворядників спостерігається на Іберійському півострові, архіпелазі Кабо-Верде та у Північній Африці. На сході континенту межа розповсюдження простягається аж до Пакистану, Афганістану та Непалу.
Деякі види, як от дворядники муровий, прутяний і тонколистий, ще кілька століть тому поширилися у помірно теплих районах Центральної та Східної Європи, а згодом, і по всьому світу, перетворившись на бур'яни. Diplotaxis siettiana є вузьким ендеміком острова Альборан, де зростав на невеличкій ділянці навколо літовища. Природну популяцію цього виду було винищено в 1974 році, але відновлено штучним насадженням рослин у 1999 році.
На території України зростають 4 види: дворядники тонколистий, муровий, прутяний і міловий.

## Застосування
Переважна більшість дворядників господарського значення не мають, втім у культурі набув поширення дворядник тонколистий. Ще в часи Стародавнього Риму його використовували в кулінарії як салатну зелень. Наявність у листках цієї рослини глікозидів зумовлює приємний запах гірчичної олії та дещо гострий смак, який нагадує смак руколи.

## Види
| - Diplotaxis acris (Forssk.) Boiss. - Diplotaxis antoniensis Rustan - Diplotaxis assurgens (Delile) Gren. - Diplotaxis berthautii Braun-Blanq. & Maire - Diplotaxis catholica (L.) DC. - Diplotaxis cretacea Kotov — дворядник крейдяний - Diplotaxis duveyrierana Coss. - Diplotaxis erucoides (L.) DC. - Diplotaxis glauca (Schmidt) O.E.Schulz - Diplotaxis gorgadensis Rustan - Diplotaxis gracilis (Webb) O.E.Schulz - Diplotaxis griffithii (Hook. f. & Thoms.) Boiss. - Diplotaxis harra (Forssk.) Boiss. - Diplotaxis hirta (A.Chev.) Rustan & L.Borgen - Diplotaxis ibicensis (Pau) Gómez-Campo - Diplotaxis ilorcitana (Sennen) Aedo, Mart.-Laborde & Muñoz Garm. - Diplotaxis kohlaanensis A.G. Mill. & J. Nyberg - Diplotaxis maurorum (Durieu) M.B.Crespo & M.Fabregat | - Diplotaxis muralis (L.) DC. — дворядник муровий - Diplotaxis nepalensis H.Hara - Diplotaxis ollivieri Maire - Diplotaxis pitardiana Maire - Diplotaxis × schweinfurthii O.E.Schulz - Diplotaxis siettiana Maire - Diplotaxis siifolia Kunze - Diplotaxis simplex (Viv.) Spreng. - Diplotaxis sundingii Rustan - Diplotaxis tenuifolia (L.) DC. — дворядник тонколистий - Diplotaxis tenuisiliqua Delile - Diplotaxis varia Rustan - Diplotaxis villosa Boulos & Jallad - Diplotaxis viminea (L.) DC. — дворядник прутяний - Diplotaxis virgata (Cav.) DC. - Diplotaxis vogelii (Webb) Cout. - Diplotaxis × wirtgenii Rouy & Foucaud |